# Petrosaviaceae
Petrosaviaceae är en familj av enhjärtbladiga växter. Petrosaviaceae ingår i ordningen Petrosaviales, klassen enhjärtbladiga blomväxter, fylumet kärlväxter och riket växter. Enligt Catalogue of Life omfattar familjen Petrosaviaceae 4 arter.
Petrosaviaceae är enda familjen i ordningen Petrosaviales.
Kladogram enligt Catalogue of Life:
| Petrosaviaceae | \| \| Japonolirion \| \| \| \| \| \| Petrosavia \| \| \| \| |
|                | \| \| Japonolirion \| \| \| \| \| \| Petrosavia \| \| \| \| |
|                | Japonolirion                                                |
|                |                                                             |
|                | Petrosavia                                                  |
|                |                                                             |

## Bildgalleri

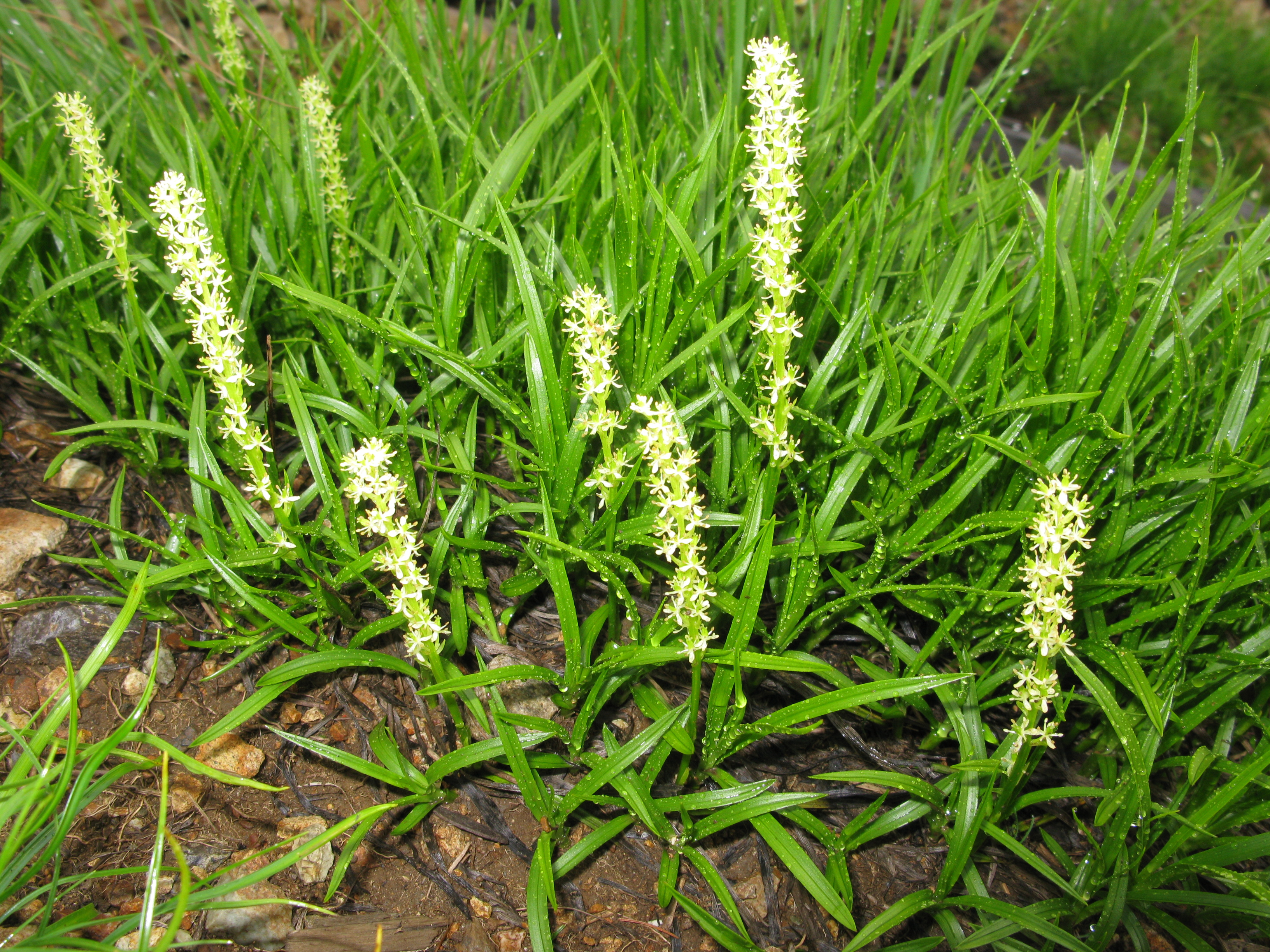
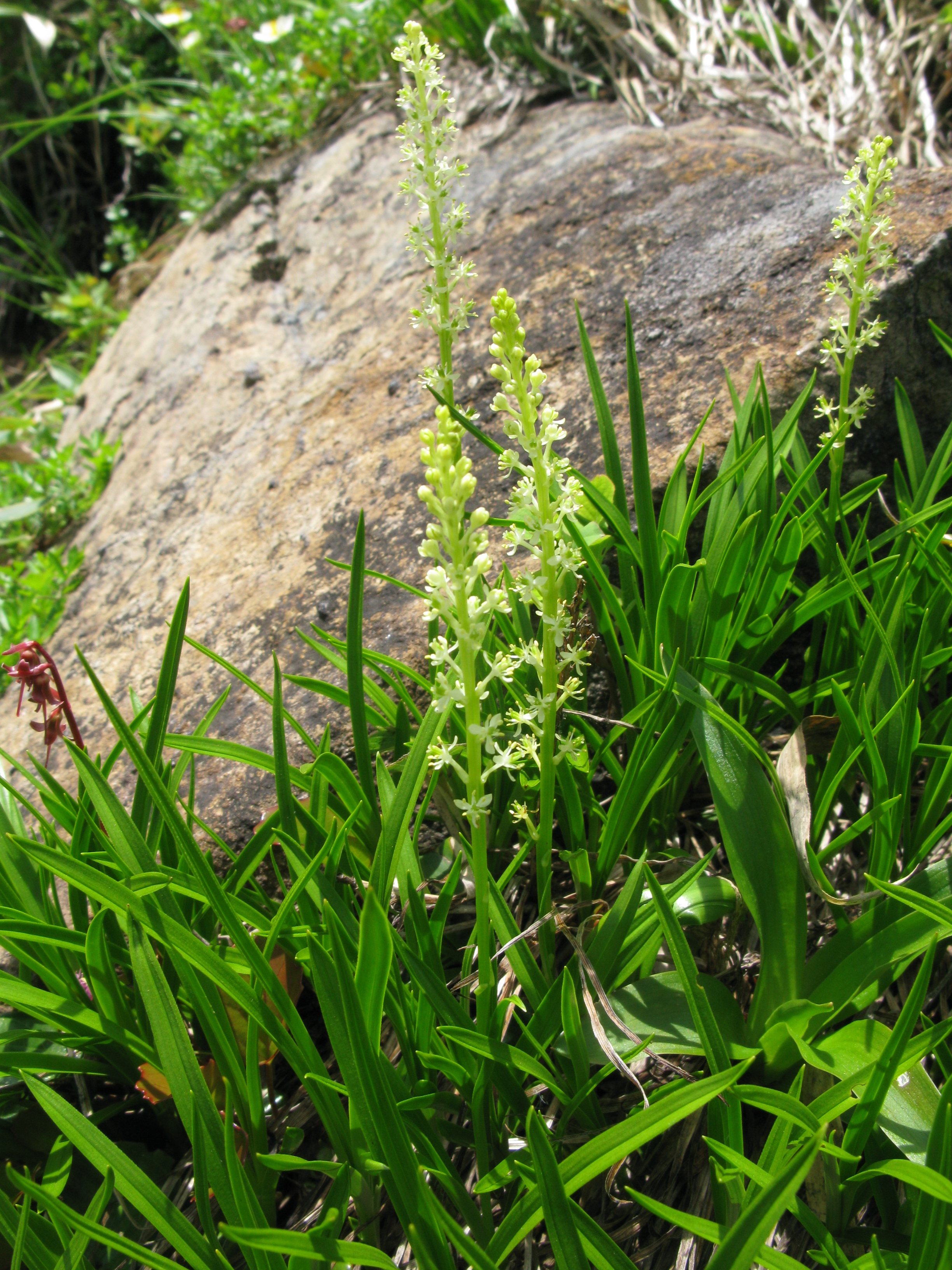